# Битва при Висбю
Битва при Висбю — сражение между силами короля Дании и готландскими бондами (дат. bondebefolkningen, норв. bondefolket, швед. bondehären) на острове Готланд у города Висбю в 1361 году. В этой битве Дания одержала решительную победу.

## Предыстория
22 июля 1361 года король Дании Вальдемар IV Аттердаг отправил свою армию к западному берегу Готланда. Готландцы платили налоги королю Швеции, но население крупнейшего города острова Висбю было неоднородным и включало в себя также датчан и немцев. Город Висбю торговал c Ригой, Любеком, Колыванью (современный Таллин) и другими крупными поселениями северной Европы, что привело к ещё большему разобщению горожан Висбю и сельского Готланда. Вражда между горожанами и сельскими жителями усилилась, и последние были разбиты в 1288 году, несмотря на помощь ливонских рыцарей[уточнить].

## Сражение

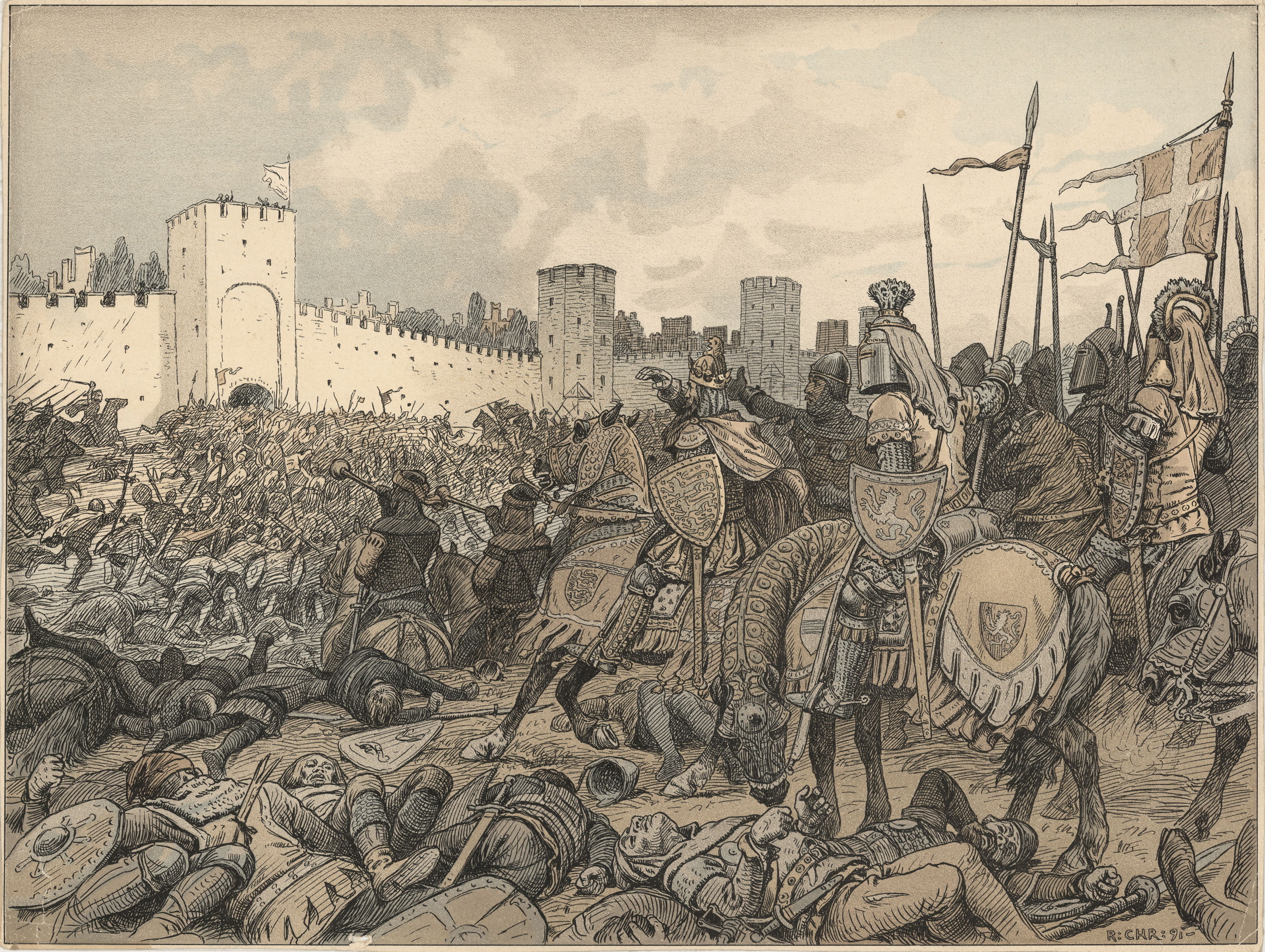
Рисунок битвы датского художника, 1898 год

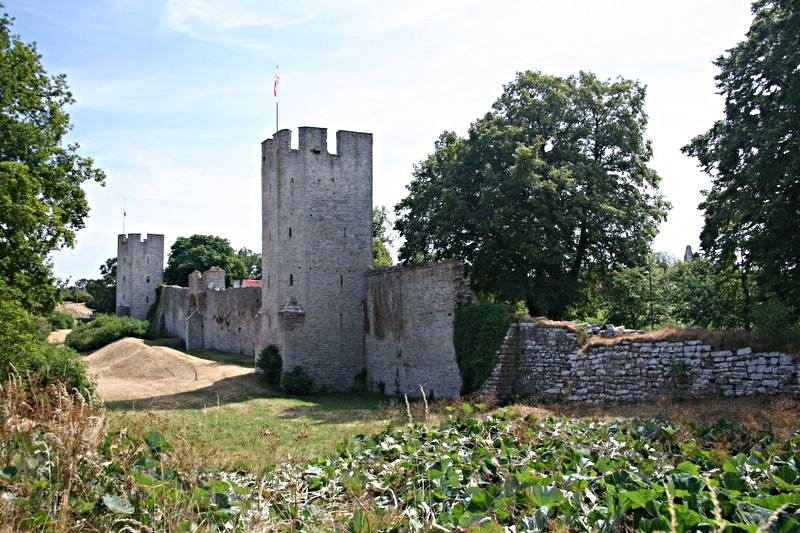
Стена города Висбю у северных ворот. Битва произошла в 300 метрах от городских стен

Датские войска двигались к Висбю. В первый день вторжения на болотистой земле произошли два небольших столкновения между армией и крестьянами. На следующий день, сосредоточившиеся близ Фьялеского болота (швед. Fjäle mire), силы крестьян понесли потери от 800 до 1000 человек в битве при Мастербю .
27 июля армия готландских крестьян вступила в сражение прямо у города и была разбита. Она потеряла примерно 1800 человек убитыми, данные же о потерях датчан неизвестны. Вещей, которые можно было бы попытаться отнести к датским солдатам, было найдено немного, среди них были кошелёк и доспехи, принадлежавшие члену семьи Роорда из Фрисландии.
Историки подчёркивают тот факт, что когда датчане добивали ополчение Готланда под стенами Висбю, никто из горожан не пришёл им на помощь, несмотря на то, что с крепостных стен за происходящим наблюдал городской гарнизон.
Возможным объяснением является то, что отношения между жителями Висбю и их сельскими соседями по острову были обострены до предела. Причиной было то обстоятельство, что сельские жители Готланда не чурались грабежа купеческих кораблей, направлявшихся в Висбю для торговли. Многолетняя взаимная вражда сделала своё дело.
Потери готландцев сравнимы с потерями французов в битве при Пуатье в 1356 году.

## Последствия

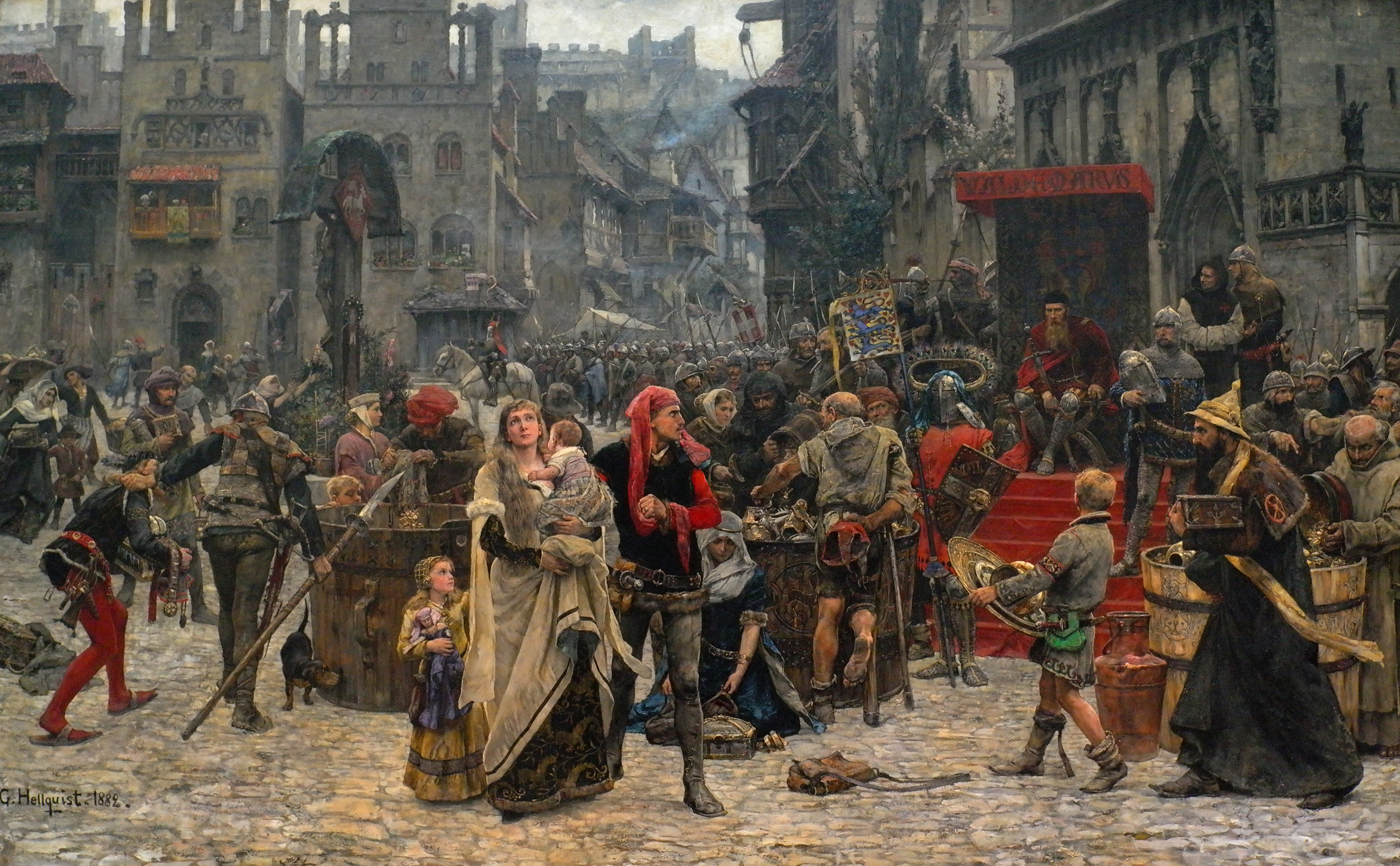
Картина «Вальдемар Аттердаг собирает дань c жителей Висбю» — Карл Густав Хелльквист, 1882 год

После разгромного поражения жители Висбю решили сдаться для недопущения дальнейших потерь. Чтобы спасти город от разграбления, горожане отдали большу́ю часть своих богатств. Эта выплата стала легендарным событием, хотя неизвестно, была ли она на самом деле, и если была, неизвестно, как проходила. Несмотря на то, что дань была выплачена, датчане разграбили несколько церквей и монастырей.
Король Вальдемар назначил шерифов для управления Висбю, а затем покинул остров. Лишь через год он официально добавил себе титул короля Готланда. Однако на своей коронации король Швеции Альбрехт заявлял о том, что остров является частью его владений и впоследствии удерживал остров по крайней мере до 1369, следовательно, власть Дании на Готланде не могла быть сильной, так как он был легко возвращён под контроль Швеции. Остров оспаривался Мекленбургским домом и Данией до 1376 года, когда Маргарита I официально утвердила права на Готланд за Данией[уточнить].
Король Альбрехт был побеждён в гражданской войне 1389 года, в которой королева Маргарита поддерживала «повстанцев» и был принуждён к отречению от престола. Однако, ему был отдан Готланд с его «столицей» Висбю, захваченный поддерживающими его «пиратами» — Виталийскими братьями. Они с остатками Мекленбургского дома были полностью выбиты с острова в 1408 году.

## Археологические раскопки
Погибшие в битве были похоронены в общих могилах. Причем, в отличие от большинства битв того времени, с воинов никто не снимал ни доспехов, ни одежды. Их просто побросали в ямы и засыпали землей. Почему так произошло — доподлинно неизвестно, на этот счет имеются две версии.
Первой придерживается историк Джон Киган, который напоминает об июльской жаре, эпидемиях чумы (известных в этот период как Чёрная смерть) и большом числе трупов (были найдены останки примерно 2000 человек). Вторая говорит о банальной брезгливости — захватив богатую добычу датчане не стали очищать кровь, мозги и грязь с разрубленных доспехов и потому быстро предали погибших земле.
Многие черепа готландцев имеют повреждения от пробития стрелами или болтами «сверху»: то есть против них датчане применили стрельбу «очень большим навесом», когда рой стрел падал на жертв практически вертикально.
Раскопки захоронений показали, что по крайней мере треть готландской ополченческой армии состояла из несовершеннолетних и стариков. Эти раскопки «дали одно из самых ужасающих откровений о средневековых сражениях, известных археологам».
Кроме богатого материала для анализа повреждений, полученных участниками битвы под стенами Висбю, археологи получили немало образцов военного снаряжения. В могилах были обнаружены кольчуги и кольчужные капюшоны, а также пластинчатые боевые рукавицы десяти типов и относительно сохранившиеся пластинчатые доспехи в количестве 25 штук. Современные историки склоняются к тому, что один из них был собран из пластин, изготовленных на Руси, с которой Висбю имел прочные торговые отношения.
Пять братских могил были расположены за стенами города.